# 토미에: 어나더 페이스
《토미에: 어나더 페이스》는 이토 준지에 원작을 영화화한 공포 영화이다. 토미에: 어나더 페이스는 2번째 시리즈이다.

## 출연

### 주연
- 나가이 루나
- 시라이 아키라

### 조연
- 타나카 치에
- 카네코 미츠아키
- 오다이라 에리코
- 요시다 마유미
- 무로이 히로아키
- 오노 토모마사
- 오쿠노 아츠시
- 하라다 타카라
- 요시다 토모노리